# Talmannen i USA:s representanthus
Talmannen i USA:s representanthus (engelska: Speaker of the House of Representatives) är det högsta ämbetet i representanthuset, den ena av två kammare i USA:s kongress. Ämbetet finns omnämnt, om än kortfattat, i USA:s konstitution, där det framgår att representanthuset ska välja sin talman och andra funktionärer.
Talmannen väljs av representanthuset i början av varje kongressession, det vill säga vartannat år och det finns ingen begränsning i antalet gånger en sittande talman kan väljas om. Joe Cannon och Sam Rayburn är två talmän från 1900-talet som under deras tid på posten ansågs vara inflytelserika, om än med helt olika ledarstilar. Newt Gingrich blev efter mellanårsvalet 1994 den första talmannen från Republikanerna efter 40 års oavbruten majoritet för Demokraterna.
Under den 118:e kongressen (3 januari 2023–3 januari 2025) har talmansämbetet kommit i ett särskilt fokus, genom att republikanen Kevin McCarthy valdes till talman först i den femtonde valomgången. Det var den första gången sedan 1923 som valet av talman krävde mer än en valomgång, och det högsta antalet valomgångar sedan 1859. Den 3 oktober 2023 blev han den första talmannen i USA:s historia att avsättas genom att röstas bort av ledamöterna i representanthuset, inklusive ledamöter från hans eget parti. McCarthys stöd av det egna partiet hade varit svagt. Han fälldes med röstsiffrorna 216–210, efter att republikanen Matt Gaetz tagit initiativ till en misstroendeomröstning. Den utlösande faktorn var, enligt Gaetz, att McCarthy gjort för stora eftergifter till Demokraterna i förhandlingar om statsbudgeten. McCarthy var den 64:e innehavaren av talmansämbetet. Han efterträdde demokraten Nancy Pelosi, som var den första och hittills enda kvinnan som innehaft ämbetet. Båda är valda ledamöter för Kalifornien.
Den 25 oktober 2023, efter flera omröstningar om olika talmän förkastats av representanthuset, valdes slutligen republikanen Mike Johnson från Louisiana till Representanthusets 65:e talman. 

## Bakgrund
Talmansämbetet i USA:s representanthus leder sitt ursprung från talmansämbetet i Storbritanniens underhus, med tonvikt på den självständighet som underhuset innan engelska inbördeskriget visade mot kungamakten. Ämbetet omnämns kortfattat i USA:s konstitution. Enligt den sedvana som utvecklats genom åren är det den ledamot som är ledaren för partiet med majoritet som väljs till representanthusets talman. Talmannen har flera roller samtidigt: dels som kammarens ordförande, partiledare samt som högsta chef för representanthuset som institution.
I senaten, där en annan tradition växt fram under åren, är det istället senatens majoritetsledare (inte senatens president eller presidenten pro tempore med mer passiva roller) som är den politiska ledaren för partiet i majoritetsställning.

## Funktion och roll
Representanthusets talman har en högst partipolitisk roll, istället för den ordning som finns i många andra lagstiftande församlingar där en talman fungerar som en neutral moderator i någon mån upphöjd över partipolitiken. Talmannen brukar av sedvana inte delta i debatten eller i omröstningar, men har möjlighet att när som helst göra det. Talet om tillståndet i nationen (engelska: State of the Union) som levereras årligen av USA:s president (förutom samma år då en presidentinstallation ägt rum) brukar av sedvana hållas i representanthusets kammare och talmannen är då värden som formellt bjuder in presidenten och ger denne tillstånd att tala.
Representanthusets majoritetsledare fungerar som talmannens högra hand i att leda partigruppen. Denne liksom minoritetsledaren biträds av ett system med Whips (partipiska) för att få det egna partiets ledamöter att lojalt rösta med partilinjen.
Talmannen är (bortsett från USA:s vicepresident som också är senatens president ex officio) det högsta ämbetet i USA:s kongress, men har inte några befogenheter över senaten. Talmannen brukar ses som den viktigaste makthavaren i kongressen då senaten är mindre toppstyrd. Talmannen har möjlighet att enväldigt styra över representanthusets dagordning för att genomföra sitt partis politiska agenda, att bestämma vilket regelverk som ska följas i varje enskilt ärende, liksom möjligheten att styra vilka ledamöter som ges olika uppdrag i utskott och konferenser.
Alla lagförslag som berör skatter eller andra intäkter till den federala statsmakten måste härröra från representanthuset. Talmannen undertecknar lagförslag som antagits av representanthuset. Båda kamrarna i USA:s kongress måste komma överens om identiska lagförslag för att dessa ska kunna skickas till presidenten för promulgation.
Talmannen är nummer tre i successionsordningen för USA:s president, efter USA:s vicepresident och före presidenten pro tempore i USA:s senat.

## Valprocess

### Val av talman

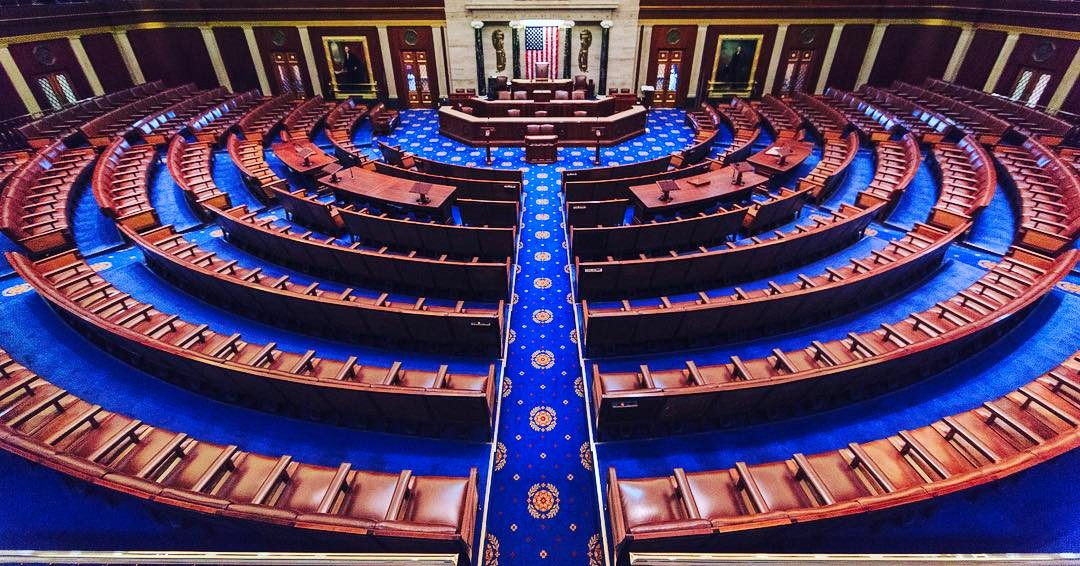
Kammaren för USA:s representanthus. Talmannens plats är högst upp på podiet framför den amerikanska flaggan.

När representanthuset samlas för första gången efter ett allmänt val leds förhandlingarna av The Clerk of the House of Representatives (representanthusets klerk, den högste tjänstemannen i representanthusets kammare), till dess att en ny talman valts. Sammanträdesordningen är strikt, och framgår av representanthusets regler och rättspraxis.
1. Representanthusets kaplan leder kammaren i bön.
2. Klerken leder kammarens avläggande av Amerikanska trohetseden.
3. Klerken bekräftar mottagandet av delstaternas bevis om valda ledamöter.
4. Klerken kontrollerar vilka ledamöter som närvarar och att kammaren är beslutsför.
5. Klerken bekräftar mottagandet av bevis om övriga valda delegater och ständig kommissionär.
6. Klerken meddelar att val av talman ska hållas, och ger ordet till den eller de ledamöter som vill nominera en kandidat.
7. Klerken utser rösträknare för talmansvalet.
8. Klerken ber kammarens tjänstemän att förrätta valet, genom att ropa upp ledamöterna i bokstavsordning efter efternamn, för att var och en muntligt ska rösta på en talmanskandidat, alternativt avstå genom att "rösta närvarande" (engelska: present).
9. Klerken meddelar valresultatet.
10. Klerken utser en kommitté med uppdrag att eskortera den nyvalda talmannen till talmannens plats i kammaren.

Om ingen kandidat fått mer än hälften av de avgivna giltiga rösterna sker en ny valomgång. Kammaren kan även yrka att mötet ajourneras till en senare tid, ett annat valförfarande än röstprotokoll eller en lägre tröskel för att en kandidat ska anses vald. Däremot kan inga andra ärenden behandlas förrän talmansvalet är avgjort, inte heller val av en tillförordnad talman (engelska: Speaker pro-tempore).
Om en vakans uppstår i talmansämbetet kan i vissa fall en tillförordnad talman träda in, och leder då även valet av ny talman.

### Tillträde
Så snart kammaren valt sin talman utser representanthusets klerk en kommitté med uppgift att eskortera talmannen till talmannens plats på podiet. Kommittén består av de ledande företrädarna för representanthusets majoritets- och oppositionspartier, tillsammans med samtliga ledamöter från den delstat som den nyvalda talmannen representerar.
Minoritetsledaren eller den föregående talmannen presenterar den nyvalda talmannen för kammaren och överlämnar talmansklubban. Den nyvalda talmannen håller ett öppningsanförande. Därefter förestavar representanthusets ålderspresident (engelska: Dean of the House) ämbetseden. Den nyvalda talmannen svär att följa eden, och därmed anses han eller hon ha tillträtt som talman.

## Lista över talmän i USA:s representanthus (1789–i dag)

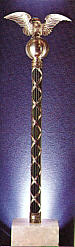
Ämbetsstaven (The Mace) från 1842 som högtidligt bärs in i kammaren varje dag när representanthuset har möte där.

| Nr |  | Talman                               | Hemdelstat    | Tillträdde        | Avgick              | Parti | Parti                      | Ref    |
| -- |  | ------------------------------------ | ------------- | ----------------- | ------------------- | ----- | -------------------------- | ------ |
| 1  |  | Frederick Muhlenberg (1750–1801)     | Pennsylvania  | 1 april 1789      | 4 mars 1791         |       | Federalisterna             | [ 17 ] |
| 2  |  | Jonathan Trumbull, Jr. (1740–1809)   | Connecticut   | 24 oktober 1791   | 4 mars 1793         |       | Federalisterna             | [ 17 ] |
| 3  |  | Frederick Muhlenberg (1750–1801)     | Pennsylvania  | 2 december 1793   | 4 mars 1795         |       | Demokrat-republikan        | [ 17 ] |
| 4  |  | Jonathan Dayton (1760–1824)          | New Jersey    | 7 december 1795   | 4 mars 1799         |       | Federalisterna             | [ 17 ] |
| 5  |  | Theodore Sedgwick (1746–1813)        | Massachusetts | 2 december 1799   | 4 mars 1801         |       | Federalisterna             | [ 17 ] |
| 6  |  | Nathaniel Macon (1757–1837)          | Nordkarolina  | 7 december 1801   | 4 mars 1807         |       | Demokrat-republikan        | [ 17 ] |
| 7  |  | Joseph Bradley Varnum (1751–1821)    | Massachusetts | 26 oktober 1807   | 4 mars 1811         |       | Demokrat-republikan        | [ 17 ] |
| 8  |  | Henry Clay (1777–1852)               | Kentucky      | 4 november 1811   | 19 januari 1814     |       | Demokrat-republikan        | [ 17 ] |
| 9  |  | Langdon Cheves (1776–1857)           | Sydkarolina   | 19 januari 1814   | 4 mars 1815         |       | Demokrat-republikan        | [ 17 ] |
| 10 |  | Henry Clay (1777–1852)               | Kentucky      | 4 december 1815   | 28 oktober 1820     |       | Demokrat-republikan        | [ 17 ] |
| 11 |  | John W. Taylor (1784–1854)           | New York      | 15 november 1820  | 4 mars 1821         |       | Demokrat-republikan        | [ 17 ] |
| 12 |  | Philip Pendleton Barbour (1783–1841) | Virginia      | 4 december 1821   | 4 mars 1823         |       | Demokrat-republikan        | [ 17 ] |
| 13 |  | Henry Clay (1777–1852)               | Kentucky      | 1 december 1823   | 4 mars 1825         |       | Demokrat-republikan        | [ 17 ] |
| 14 |  | John W. Taylor (1784–1854)           | New York      | 5 december 1825   | 4 mars 1827         |       | Demokrat-republikan        | [ 17 ] |
| 15 |  | Andrew Stevenson (1784–1857)         | Virginia      | 3 december 1827   | 2 juni 1834         |       | Demokraterna               | [ 17 ] |
| 16 |  | John Bell (1797–1869)                | Tennessee     | 2 juni 1834       | 4 mars 1835         |       | Whig                       | [ 17 ] |
| 17 |  | James K. Polk (1795–1849)            | Tennessee     | 7 december 1835   | 4 mars 1839         |       | Demokraterna               | [ 17 ] |
| 18 |  | Robert M. T. Hunter (1809–1887)      | Virginia      | 16 december 1839  | 4 mars 1841         |       | Whig                       | [ 17 ] |
| 19 |  | John White (1802–1845)               | Kentucky      | 31 maj 1841       | 4 mars 1843         |       | Whig                       | [ 17 ] |
| 20 |  | John Winston Jones (1791–1848)       | Virginia      | 4 december 1843   | 4 mars 1845         |       | Demokraterna               | [ 17 ] |
| 21 |  | John Wesley Davis (1799–1859)        | Indiana       | 1 december 1845   | 4 mars 1847         |       | Demokraterna               | [ 17 ] |
| 22 |  | Robert Charles Winthrop (1809–1894)  | Massachusetts | 6 december 1847   | 4 mars 1849         |       | Whig                       | [ 17 ] |
| 23 |  | Howell Cobb (1815–1868)              | Georgia       | 22 december 1849  | 4 mars 1851         |       | Demokraterna               | [ 17 ] |
| 24 |  | Linn Boyd (1800–1859)                | Kentucky      | 1 december 1851   | 4 mars 1855         |       | Demokraterna               | [ 17 ] |
| 25 |  | Nathaniel Prentice Banks (1816–1894) | Massachusetts | 2 februari 1856   | 4 mars 1857         |       | Knownothing Republikanerna | [ 17 ] |
| 26 |  | James Lawrence Orr (1822–1873)       | Sydkarolina   | 7 december 1857   | 4 mars 1859         |       | Demokraterna               | [ 17 ] |
| 27 |  | William Pennington (1796–1862)       | New Jersey    | 1 februari 1860   | 4 mars 1861         |       | Republikanerna             | [ 17 ] |
| 28 |  | Galusha A. Grow (1822–1907)          | Pennsylvania  | 4 juli 1861       | 4 mars 1863         |       | Republikanerna             | [ 17 ] |
| 29 |  | Schuyler Colfax (1823–1885)          | Indiana       | 7 december 1863   | 3 mars 1869         |       | Republikanerna             | [ 17 ] |
| 30 |  | Theodore Medad Pomeroy (1824–1905)   | New York      | 3 mars 1869       | 4 mars 1869         |       | Republikanerna             | [ 17 ] |
| 31 |  | James Blaine (1830–1893)             | Maine         | 4 mars 1869       | 4 mars 1875         |       | Republikanerna             | [ 17 ] |
| 32 |  | Michael C. Kerr (1827–1876)          | Indiana       | 6 december 1875   | 19 augusti 1876     |       | Demokraterna               | [ 17 ] |
| 33 |  | Samuel J. Randall (1828–1890)        | Pennsylvania  | 4 december 1876   | 4 mars 1881         |       | Demokraterna               | [ 17 ] |
| 34 |  | J. Warren Keifer (1836–1932)         | Ohio          | 5 december 1881   | 4 mars 1883         |       | Republikanerna             | [ 17 ] |
| 35 |  | John G. Carlisle (1834–1910)         | Kentucky      | 3 december 1883   | 4 mars 1889         |       | Demokraterna               | [ 17 ] |
| 36 |  | Thomas Brackett Reed (1839–1902)     | Maine         | 2 december 1889   | 4 mars 1891         |       | Republikanerna             | [ 17 ] |
| 37 |  | Charles F. Crisp (1845–1896)         | Georgia       | 8 december 1891   | 4 mars 1895         |       | Demokraterna               | [ 17 ] |
| 38 |  | Thomas Brackett Reed (1839–1902)     | Maine         | 2 december 1895   | 4 mars 1899         |       | Republikanerna             | [ 17 ] |
| 39 |  | David B. Henderson (1840–1906)       | Iowa          | 4 december 1899   | 4 mars 1903         |       | Republikanerna             | [ 17 ] |
| 40 |  | Joseph Gurney Cannon (1836–1926)     | Illinois      | 9 november 1903   | 4 mars 1911         |       | Republikanerna             | [ 17 ] |
| 41 |  | James Beauchamp Clark (1850–1921)    | Missouri      | 4 april 1911      | 4 mars 1919         |       | Demokraterna               | [ 17 ] |
| 42 |  | Frederick H. Gillett (1851–1935)     | Massachusetts | 19 maj 1919       | 4 mars 1925         |       | Republikanerna             | [ 17 ] |
| 43 |  | Nicholas Longworth (1869–1931)       | Ohio          | 7 december 1925   | 4 mars 1931         |       | Republikanerna             | [ 17 ] |
| 44 |  | John Nance Garner (1868–1967)        | Texas         | 7 december 1931   | 4 mars 1933         |       | Demokraterna               | [ 17 ] |
| 45 |  | Henry T. Rainey (1860–1934)          | Illinois      | 9 mars 1933       | 19 augusti 1934 †   |       | Demokraterna               | [ 17 ] |
| 46 |  | Joseph W. Byrns (1869–1936)          | Tennessee     | 3 januari 1935    | 4 juni 1936 †       |       | Demokraterna               | [ 17 ] |
| 47 |  | William B. Bankhead (1874–1940)      | Alabama       | 4 juni 1936       | 15 september 1940 † |       | Demokraterna               | [ 17 ] |
| 48 |  | Sam Rayburn (1882–1961)              | Texas         | 16 september 1940 | 3 januari 1947      |       | Demokraterna               | [ 17 ] |
| 49 |  | Joseph W. Martin, Jr. (1884–1968)    | Massachusetts | 3 januari 1947    | 3 januari 1949      |       | Republikanerna             | [ 17 ] |
| 50 |  | Sam Rayburn (1882–1961)              | Texas         | 3 januari 1949    | 3 januari 1953      |       | Demokraterna               | [ 17 ] |
| 51 |  | Joseph W. Martin, Jr. (1884–1968)    | Massachusetts | 3 januari 1953    | 3 januari 1955      |       | Republikanerna             | [ 17 ] |
| 52 |  | Sam Rayburn (1882–1961)              | Texas         | 3 januari 1955    | 16 november 1961 †  |       | Demokraterna               | [ 17 ] |
| 53 |  | John W. McCormack (1891–1980)        | Massachusetts | 10 januari 1962   | 3 januari 1971      |       | Demokraterna               | [ 17 ] |
| 54 |  | Carl Albert (1908–2000)              | Oklahoma      | 21 januari 1971   | 3 januari 1977      |       | Demokraterna               | [ 17 ] |
| 55 |  | Tip O'Neill (1912–1994)              | Massachusetts | 4 januari 1977    | 3 januari 1987      |       | Demokraterna               | [ 17 ] |
| 56 |  | Jim Wright (1922–2015)               | Texas         | 6 januari 1987    | 6 juni 1989         |       | Demokraterna               | [ 17 ] |
| 57 |  | Tom Foley (1929–2013)                | Washington    | 6 juni 1989       | 3 januari 1995      |       | Demokraterna               | [ 17 ] |
| 58 |  | Newt Gingrich (född 1943)            | Georgia       | 4 januari 1995    | 3 januari 1999      |       | Republikanerna             | [ 17 ] |
| 59 |  | Dennis Hastert (född 1942)           | Illinois      | 6 januari 1999    | 3 januari 2007      |       | Republikanerna             | [ 17 ] |
| 60 |  | Nancy Pelosi (född 1940)             | Kalifornien   | 4 januari 2007    | 3 januari 2011      |       | Demokraterna               | [ 17 ] |
| 61 |  | John Boehner (född 1949)             | Ohio          | 5 januari 2011    | 29 oktober 2015     |       | Republikanerna             | [ 17 ] |
| 62 |  | Paul Ryan (född 1970)                | Wisconsin     | 29 oktober 2015   | 3 januari 2019      |       | Republikanerna             | [ 17 ] |
| 63 |  | Nancy Pelosi (född 1940)             | Kalifornien   | 3 januari 2019    | 3 januari 2023      |       | Demokraterna               | [ 17 ] |
| 64 |  | Kevin McCarthy (född 1965)           | Kalifornien   | 7 januari 2023    | 3 oktober 2023      |       | Republikanerna             | [ 17 ] |
| 65 |  | Mike Johnson (född 1972)             | Louisiana     | 25 oktober 2023   | nuvarande           |       | Republikanerna             | [ 17 ] |